# Abbey Hoes
Emily Abigail Ashley (Abbey) Hoes (Rotterdam, 20 mei 1994) is een Nederlands actrice en zangeres.

## Levensloop
Hoes werd geboren in het Ikazia Ziekenhuis te Rotterdam. Ze groeide op in Mijnsheerenland, een dorp onder Rotterdam.
Hoes kreeg musicalles bij het Jeugdtheater Hofplein, waar zij de beginselen van zang, dans en drama leerde. Na enkele teleurstellende musicalaudities volgde op 12-jarige leeftijd een rolletje in een televisiereclamespotje van Roosvicee (tekst: lekker, zeg). Toen begon ze ook aan haar middelbare school aan het Esdal College Oosterstraat te Emmen. Hierna volgden rollen in, onder meer, SpangaS en 2012: Het jaar Nul. In 2009 kreeg zij de hoofdrol in de voor een Gouden Kalf genomineerde telefilm Maite was hier. In 2012 waren de opnamen voor de film Koning van Katoren, waarin zij wederom een hoofdrol vertolkte. In september 2012 begon zij met de acteeropleiding aan de Amsterdamse Toneelschool. In 2014 won Hoes het Gouden Kalf voor beste actrice voor haar rol in Nena. In 2015 vertolkte ze de rol van de jonge Julia in de film De ontsnapping, waarin de volwassen Julia gespeeld wordt door Isa Hoes. Op 11 november 2015 werd bekend dat Nena geselecteerd was voor het Mill Valley Film Festival in Californië. 
In 2018 speelde Hoes samen met haar toenmalige vriend Tobias Kersloot in de televisieserie Nieuwe buren, waar de twee tevens een koppel in speelden.
Op 4 december 2020 verscheen Hoes' debuutalbum Red Wine & Cigarettes.

## Prijzen en nominaties
- 2017 - Gouden Kalf voor beste actrice voor haar rol in de televisieserie Petticoat[3]
- 2015 - EFP Shooting Stars Award
- 2014 - Gouden Kalf voor beste actrice voor haar rol in Nena[4][1]
- 2014 - nominatie Seoul International Drama Awards, voor beste actrice voor haar rol in Maite was hier

## Filmografie

### Film
| Jaar | Productie                      | Rol                | Opmerking                |
| ---- | ------------------------------ | ------------------ | ------------------------ |
| 2025 | Dochters                       | Kiki               |                          |
| 2025 | Dubbel zes                     | Annabel            |                          |
| 2024 | Rokjesnacht                    | Roos               |                          |
| 2022 | Zwanger & Co                   | beddenverkoopster  |                          |
| 2022 | Costa!!                        | Anna               |                          |
| 2021 | De Sterfshow                   | Mila de Jongh      |                          |
| 2021 | Liefde zonder grenzen          | Lieke              |                          |
| 2021 | Zwaar verliefd! 2              | Tamara             |                          |
| 2020 | Buiten is het feest            | Sonne / Willemke   |                          |
| 2019 | Verliefd op Cuba               | Maartje            |                          |
| 2019 | Vals                           | Abby               |                          |
| 2018 | Zwaar verliefd!                | Tamara             |                          |
| 2018 | Gek van Oranje                 | Eva                |                          |
| 2017 | The Hitman's Bodyguard         | Bloemenverkoopster |                          |
| 2016 | Hotel de Grote L               | Libbie             |                          |
| 2016 | Fissa                          | Anne-Bo            |                          |
| 2015 | Ventoux                        | Jonge Laura        |                          |
| 2015 | De ontsnapping                 | Jonge Julia        |                          |
| 2015 | Cinderella                     | Anastasia          | nasynchronisatie         |
| 2015 | Nena                           | Nena               |                          |
| 2012 | Koning van Katoren             | Kim                |                          |
| 2011 | Razend                         | Roosmarijn         |                          |
| 2011 | One Night Stand Nina Satanta   | Nina               |                          |
| 2010 | One Night Stand Finnemans      | Lizzie             |                          |
| 2010 | Tirza                          | Jonge Ibi          |                          |
| 2009 | One Night Stand Maite was hier | Maite              |                          |
| 2009 | Lover of loser                 | Kleine bijrol      | onvrijwillige prostituee |
| 2009 | Het mysterie van de volle maan | Kelly              |                          |

### Televisie
| Jaar      | Productie                             | Rol                   | Opmerking                                          |
| --------- | ------------------------------------- | --------------------- | -------------------------------------------------- |
| 2022      | Five Live                             | Honey Molenaar        | SBS6                                               |
| 2022      | Dirty Lines                           | Anouk                 | Netflix-Original                                   |
| 2022      | Lost Luggage                          | Astrid Hoogsteder     | Belgische-Franse productie voor Eén en ARTE France |
| 2021      | Dertigers                             | Claire                | Seizoen 2                                          |
| 2021      | Het perfecte plaatje                  | deelneemster          | Seizoen 6, derde afvaller                          |
| 2021      | De Verraders                          | deelneemster          | Seizoen 1                                          |
| 2021      | Swanenburg                            | Tara Verheijen        | aflevering Iris 01                                 |
| 2020      | De gevaarlijkste wegen van de wereld  | deelneemster          | Seizoen 5, samen met Guido Weijers                 |
| 2018      | Nieuwe buren                          | Fay op den Hage       | Seizoen 3                                          |
| 2017      | Sinterklaasjournaal                   | Zielepiet             |                                                    |
| 2017      | Alles mag op zondag                   | deelneemster          | Team Gerard                                        |
| 2016      | Petticoat                             | Pattie Jagersma       |                                                    |
| 2016-2018 | Dokter Deen                           | Pip                   |                                                    |
| 2015-2016 | Zwarte Tulp                           | Lynn Kester           |                                                    |
| 2014      | Sneeuwwitje en de zeven kleine mensen | Blanche (Sneeuwwitje) |                                                    |
| 2012-2015 | Violetta                              | Violetta              | Nasynchronisatie                                   |
| 2013      | De ontmaskering van de Vastgoedfraude | Roos van Woerkom      |                                                    |
| 2012      | Van God Los                           | Iris                  | aflevering D.I.S.C.O.                              |
| 2012      | Feuten                                | Charlie Zekveld       | Seizoen 2                                          |
| 2010-2012 | Vrijland                              | Daantje Kruithof      | 103 afleveringen                                   |
| 2010      | Verborgen Verhalen                    | Karin                 | aflevering Loser                                   |
| 2009      | 2012: Het jaar Nul                    | Felix                 |                                                    |
| 2008      | SpangaS                               | Brechtje              | aflevering 36-46                                   |

### Overig
| Jaar | Productie                                                                | Rol                   | Opmerking                   |
| ---- | ------------------------------------------------------------------------ | --------------------- | --------------------------- |
| 2020 | Red Wine & Cigarettes                                                    | Zangeres              | album                       |
| 2020 | Kriss Kross Amsterdam ft. Yade Lauren & Lil Kleine, Mij Niet Eens Gezien | Het meisje            | videoclip                   |
| 2015 | Het verhaal achter Baron 1898                                            | Doortje               | korte film voor de Efteling |
| 2014 | Ronnie Flex, Zusje                                                       | Zusje                 | videoclip                   |
| 2012 | Bijbel tapes                                                             | verschillende stemmen | EO                          |
| 2011 | Charles Frail Nothing Will Outlive This Glory                            | meisje in videoclip   | Volkoren                    |
| 2009 | Kyteman, She Blew Like Trumpets                                          | niet bekend           | videoclip                   |